# Martine Sandifort
Martine Sandifort (Delft, 17 mei 1970) is een Nederlandse kleinkunstenares. Ze is afgestudeerd aan de Amsterdamse Academie voor Kleinkunst.

## Loopbaan
In 1997 maakte ze deel uit van het ensemble van de musical Heerlijk duurt het langst.
Vanaf 2000 was Sandifort de helft van het duo Alex en Martine. De andere helft heet Alex Klaasen. De twee waren in 2000 winnaars van Cameretten en kregen in 2001 de Pall Mall Exportprijs toegekend. Intussen vergaarde Martine ook enige bekendheid met het VPRO-jeugdprogramma Toscane, waarin ze de pizzabezorgster Latoya speelde. Ze was ook verslaggeefster van het Sinterklaasjournaal in 2001. Ze speelde Ilona Waaihout.
In mei 2002 ging het eerste avondvullende programma van Alex en Martine, Volgend jaar lach je d'r om, in première.
Eind januari 2003 werd het Sandifort, in de woorden van haar management, "allemaal iets te veel". De resterende voorstellingen van Volgend jaar lach je d'r om werden wegens ziekte van Sandifort afgelast en het theaterduo Alex en Martine hield op te bestaan.
Sandifort maakte in mei 2003 haar comeback met een bijdrage aan het televisieprogramma Kopspijkers. Ze imiteerde daarin de door sipheid geplaagde prinses Margarita. Vanaf dat moment trad ze regelmatig op in Kopspijkers. In dat programma was in maart 2004 een reünie van Alex en Martine te zien: ze traden op als Marco Borsato en Trijntje Oosterhuis. Korte tijd later volgde de aankondiging dat Volgend jaar lach je d'r om in 2005 opnieuw in de theaters te zien zou zijn.
Sandifort sprak in 2004 de stem in van de duif Dollie in de filmversie van Pluk van de Petteflet. In 2010 had ze een rol in Van Zon op Zaterdag. Ze is verder regelmatig te zien in Koefnoen.
In 2011 speelde Sandifort psychiater van de sterren Ellen Goedkoop in het VARA-amusementsprogramma Dr. Ellen. Het programma is een vervolg op het in TV Lab 2010 uitgezonden Op de bank.
In het theaterseizoen 2012-2013 toerde ze samen met Remko Vrijdag langs de Nederlandse theaters met het theaterprogramma Hulphond en in het seizoen 2014-2015 eveneens met Remko Vrijdag in het programma Löyly.
Vanaf 2013 presenteert ze de Schooltv-weekjournaal-rubriek Dokter Corrie.
Ze deed mee aan het 15e seizoen van Wie is de Mol? dat op 1 januari 2015 van start ging. Ze viel in de achtste aflevering af.
Martine Sandifort zong in mei 2018 in een satirisch tv-programma van Sanne Wallis de Vries een parodie op de Israëlische zangeres Netta, die het Eurovisiesongfestival 2018 had gewonnen. De songtekst was een reactie op het dodelijke Israëlische antwoord op de 'Grote Mars van de Terugkeer' van de Palestijnen en hun 'Dag van het Land' in de Gazastrook.  Het leidde tot beschuldigingen van antisemitisme en een klacht van de Israëlische ambassade bij de omroep BNNVARA. Echter, er was ook steun voor deze komische persiflage vanuit Joodse hoek.
Vanaf 22 november 2018 speelde Sandifort met Vrijdag in 'Voorlopig voor altijd' een overtuigend bitterzoet huwelijk.
In 2020 persifleerde Sandifort in het satirische programma Nieuw Zeer de gebarentolk Irma Sluis, die tijdens een persconferentie van premier Mark Rutte (gespeeld door Remko Vrijdag) voor doven tolkte.

## Filmografie
- Otje (1998) - Suzie de Muis / Betsie de Poes (stemmen)
- Toscane (1999-2000) - La Toyah
- Baantjer (2000) - Natasha
- Het Sinterklaasjournaal (2001) - Ilona Waaihout
- All stars (2001) - Zonnebankmeisje
- Kopspijkers (2003) - Mabel Wisse Smit / Vanessa Breukhoven / Maria van der Hoeven / Prinses Margarita
- Ellis in Glamourland (2004) - Kledingverkoopster
- Pluk van de Petteflet (2004) - Dollie (stem)
- Koppensnellers (2006) - Natascha Kampusch / Jelleke Veenendaal / Prinses Margarita / Prinses Amalia
- Koefnoen (2007)
- S1NGLE (2010) - Janneke
- Dr. Ellen (2011) - Dr. Ellen
- Lesboos (2012) - Gerda
- Welkom in de Gouden Eeuw (2012)
- Dokter Corrie (2013-2014) - Dokter Corrie
- Toscaanse Bruiloft (2014) - Bella
- Divorce (2014) - Rowena
- Het leven volgens Nino (2014) - Mevrouw Werkman
- Wie is de mol? (2015) - deelnemer
- De Kist (2015) - gast
- Apenstreken (2015) - Directrice weeshuis
- De slimste mens ter wereld (2015) - Dokter Corrie
- CupCakeCup (2015) - Dokter Corrie
- Ramarmar (2016) - diverse typetjes (radioprogramma)
- De Kleine Lettertjes (2017) - deelnemer
- Weet Ik Veel (2018) - deelnemer
- Het irritante eiland (2019) - moeder van Brummer
- De TV Kantine (2019-2020) - Caroline Tensen / Anita Meyer
- Follow de SOA (2021) - moeder van Rune